# Hesselbach (Hesseneck)
Hesselbach is een plaats in de Duitse gemeente Hesseneck, deelstaat Hessen, en telt 180 inwoners.

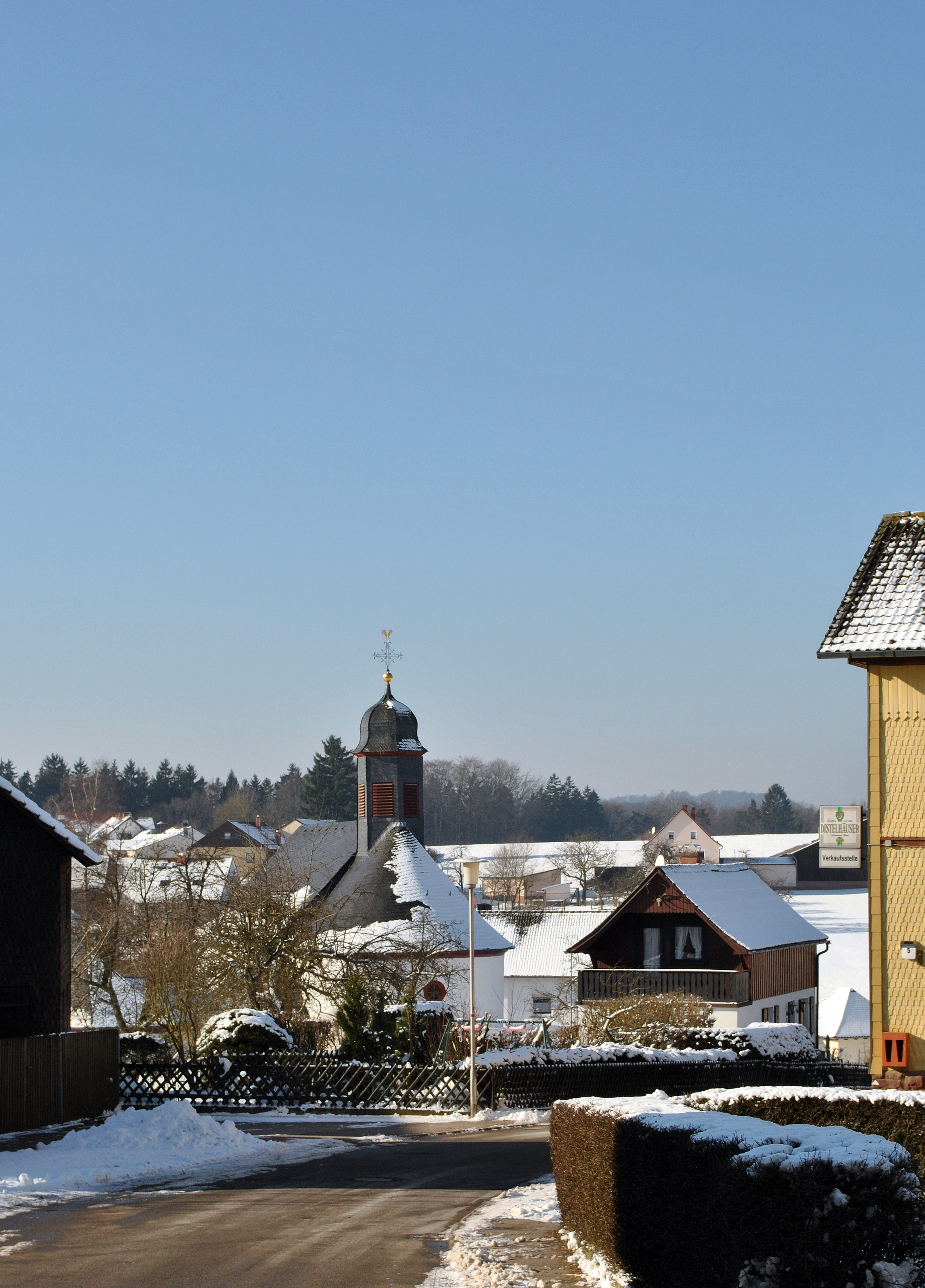
Centrum van Hesselbach
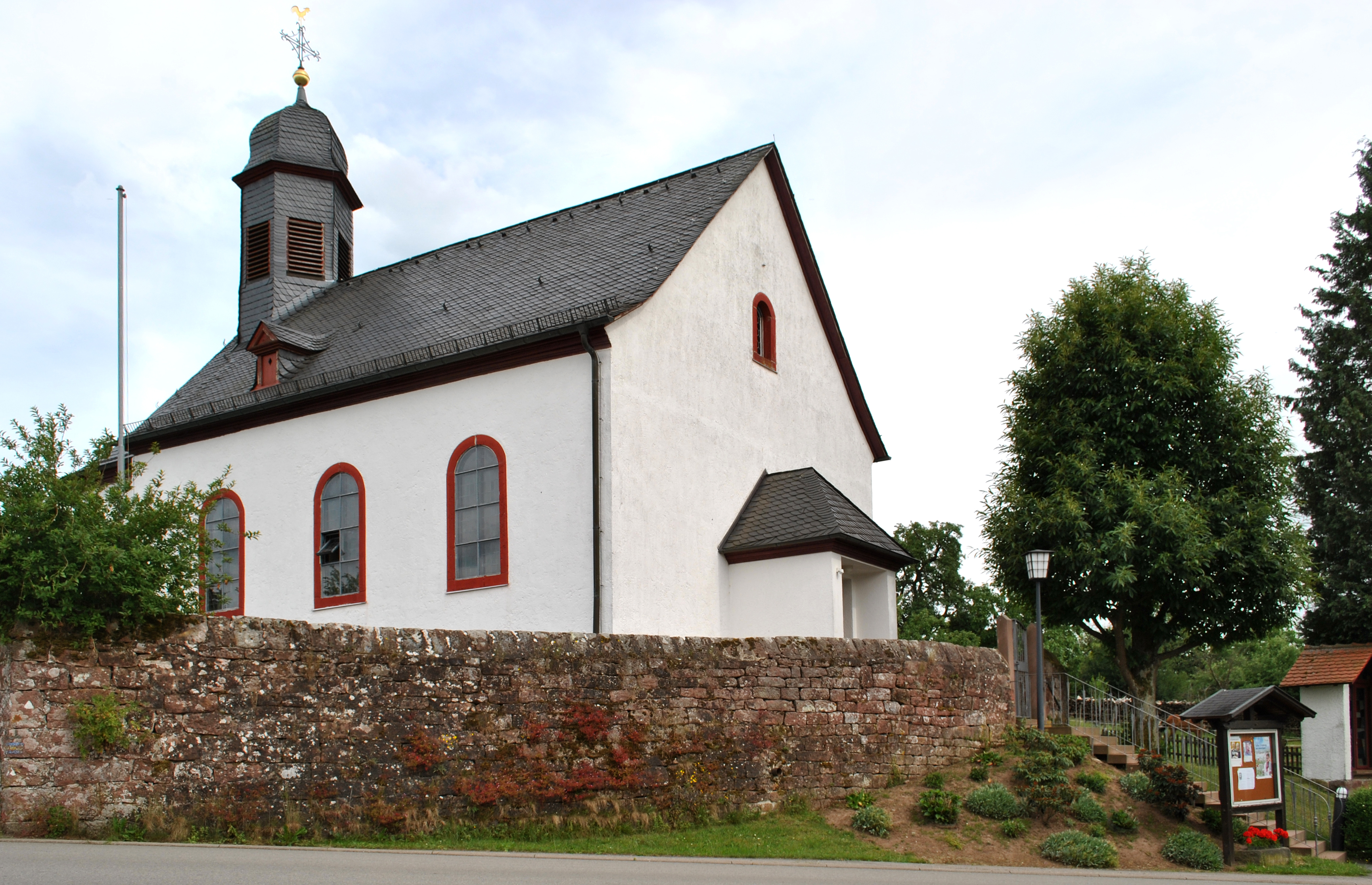
Parochiekerk van Hesselbach